# Santa Claus is Coming to Town
Santa Claus is Coming to Town är en julsång på engelska, skriven av J. Fred Coots och Haven Gillespie från USA. Originalversionen spelades in av Harry Reser 1934, den 24 oktober 1935 spelades den in av Tommy Dorsey och hans orkester. Sången har även sjungits in på singel, av The Jackson 5 (1970), av Mariah Carey (1994) och av Emma Roberts (2005). Mariah Carey har även givit ut sången på sitt julalbum Merry Christmas från 1994. Även artister som Bruce Springsteen (1975), The Crystals (1963) och Arvingarna (2007) har sjungit in denna sång.

## Svenska översättningar
Sången har även fått text på svenska, av Monica Forsberg som "Nu tror du på tomten igen", inspelad av bland andra henne själv 1979 och Leif Bloms 1980. En annan text på svenska, "Tomten kommer snart", skrevs av Peter Ström och sjöngs 1990 in av Jerry Williams.

## Publikation
- Julens önskesångbok, 1997, under rubriken "Nyare julsånger"